# اوری (مجارستان)
اوری (به مجاری:  Úri) یک منطقهٔ مسکونی در مجارستان است که در ناحیه نادی‌کاتا واقع شده‌است.